# Vaiana 2
Vaiana 2 (Engelse titel: Moana 2) is een Amerikaanse computeranimatiefilm uit 2024, geproduceerd door de Walt Disney Animation Studios en geregisseerd door David Derrick Jr. in zijn regiedebuut, samen met Jason Hand en Dana Ledoux. De film is een sequel op Vaiana uit 2016.

## Verhaal
Nadat Vaiana een onverwacht bericht heeft gekregen van haar voorouders, moet ze naar de verre zeeën van Oceanië en naar gevaarlijke, lang verloren wateren reizen om het op te nemen tegen een slechte god van de onderwereld. Om haar missie om alle mensen en gemeenschappen van Oceanië opnieuw met elkaar te verbinden te voltooien, heeft ze haar oude vriend Maui nodig samen met nieuwe vrienden.

## Stemverdeling
| Personage   | Engelse stem                    | Nederlandse stem                           | Vlaamse stem           |
| ----------- | ------------------------------- | ------------------------------------------ | ---------------------- |
| Vaiana      | Auli'i Cravalho                 | Vajèn van den Bosch                        | Laura Tesoro           |
| Maui        | Dwayne Johnson                  | René van Kooten                            | Sean Dhondt            |
| Moni        | Hualālai Chung                  | Jermaine Faber                             | Wout Sels              |
| Loto        | Rose Matafeo                    | Tara Hetharia                              | Femke Verschueren      |
| Kele        | David Fane                      | Franky Rampen                              | Marc Coessens          |
| Matangi     | Awhimai Fraser                  | April Darby                                | Amaryllis Uitterlinden |
| Simea       | Khaleesi Lambert-Tsuda          | Aya Bouchti                                | Leonie Gysen           |
| Chief Tui   | Temuera Morrison                | Has Drijver                                | Ivan Pecnik            |
| Sina        | Nicole Scherzinger              | Renée van Wegberg                          | Hilde Weber            |
| Oma Tala    | Rachel House                    | Marjolijn Touw                             | Hilde Norga            |
| Tautai Vasa | Gerald Ramsey                   | Barry Emond                                |                        |
| Hei Hei     | Alan Tudyk                      | Alistair Abell                             |                        |
| Tamatoa     | Jemaine Clement                 | Kenny B                                    |                        |
| Nalo        | Tofiga Fepulea'i                | Rocky Tuhuteru                             | Dimitri Verhoeven      |
| Moanabe     | Jasmine Johnson & Tiana Johnson | Indy Nagel, Dion de Keizer & Meadow Isselt |                        |
| Villager    | Ata Johnson                     |                                            |                        |

De overige stemmen van de orginele versie worden ingesproken door: Bryson Chun, Noemi Josefina Flores, Setarosa Tuitasi-Ledoux en Bentley Pupuhi-Fernandez. De Nederlandse nasynchronisatie is geregisseerd door Stephan Lambrechts en Enzo Coenen. De Nederlandse vertaling is gedaan door Jan-Willem Verkuyl en de liedjes zijn vertaald door Shanna Chatterjee. De overige stemmen in de Nederlandse nasynchronisatie worden ingesproken door: Noa Lambertus, Laura van Tol, Mia Wang, Aloha Tahiti Show, Talita Angwarmasse, Charlie Dassin, Adriana Romijn, Eva Tartavel, Kelvin Allison, Raphaëlle Mompez, Davian Mardjoeki, Djenonva van Oers, Alisha Maduro, Jolie Winterkamp, Jaime-Lee Biervliet, Vayèn Winterkamp, Frédérique van Baarsen, Vieve Kuijpers, Aurelia Fontijn, Zoë Black, Chiara Sie, Mila Ebbenhorst, Valentina Smith en Jazmin Timisela.

## Productie
In december 2020 kondigde Jennifer Lee, "chief creative officer" van Walt Disney Animation Studios aan dat een muzikale televisieserie met de titel Moana, gebaseerd op de gelijknamige film uit 2016, in de studio in ontwikkeling was voor Disney+. In augustus 2021 werd gemeld dat Osnat Shurer opnieuw als producer zou dienen. In januari 2022 werd aangekondigd dat David Derrick Jr. als schrijver en regisseur zou dienen, nadat hij de rol van storyboard-artist van de eerste film had vervuld.
In februari 2024 kondigde Disney-CEO Bob Iger aan dat de serie was herwerkt tot een film getiteld Moana 2, waarbij Derrick en Shurer aan het project verbonden bleven. Auli'i Cravalho en Dwayne Johnson hernemen hun rollen van respectievelijk Vaiana en Maui. Bij de release van de eerste trailer in mei 2024 werden Jason Hand en Dana Ledoux Miller bevestigd als co-regisseurs naast Derrick, terwijl werd onthuld dat Christina Chen en Yvett Merino Shurer hadden vervangen als producenten van de film.
De eerste trailer voor de film werd uitgebracht op 29 mei 2024, nadat hij de maand ervoor debuteerde op CinemaCon. Een voorproefje ("sneak peak") van de film werd op 14 juni 2024 vertoond op het Festival international du film d'animation d'Annecy 2024.

### Muziek
Mark Mancina en Opetaia Foa'i, die de muziek componeerden van de eerste film,keren terug om de filmmuziek te componerenterwijl Abigail Barlow en Emily Bear de liedjes schreven.

## Release en ontvangst
De film wordt in de Verenigde Staten uitgebracht onder de oorspronkelijke naam Moana 2 en in de meeste Europese landen onder de naam Vaiana 2 vanwege beschermde merkrechten.
Vaiana 2 had op 21 november 2024 zijn wereldpremière in Oahu, Hawaï, en ging op 27 november 2024 in première in de Amerikaanse bioscopen. De film kreeg gemengde kritieken van de filmcritici, met een score van 61% op Rotten Tomatoes, gebaseerd op 237 beoordelingen.

### Kassaopbrengsten
Vaiana 2 ging in de Amerikaanse bioscopen in première met de verwachting van een bruto opbrengst in het Thanksgiving-openingsweekend (5 dagen) van 105 à 115 miljoen Amerikaanse dollars in 4200 bioscopen. De film bracht uiteindelijk 221 miljoen dollar op in zijn openingsweekend van vijf dagen en eindigde daarmee op de eerste plaats aan de kassa. Met een opbrengst van 135,5 miljoen dollar op drie dagen is dit de beste opening ooit voor een Walt Disney Animation-titel, die de opening van Frozen II van 130,3 miljoen dollar overtreft. Op 1 december 2024 had de film, samen met de opbrengst van 165,3 miljoen dollar in de andere gebieden, een totale opbrengst van 386,3 miljoen dollar.

## Prijzen en nominaties
De belangrijkste:
| Jaar | Prijs              | Categorie             | Genomineerde(n)       | Uitslag     |
| ---- | ------------------ | --------------------- | --------------------- | ----------- |
| 2025 | Golden Globe Award | Beste film – animatie | Beste film – animatie | Genomineerd |